# Bois-et-Borsu

Bois-et-Borsu (en wallon Bwès-et-Borsu) est une section de la commune belge de Clavier située en Région wallonne dans la province de Liège.
C'était une commune à part entière avant la fusion des communes de 1977.
La section Bois-et-Borsu de Clavier compte des villages et hameaux Bois, Borsu, Fontenoy, Odet et Hoyoux.

## Géographie

### Situation
Bois-et-Borsu se situe sur un haut tige du Condroz (altitude maximale de 320 m). La route nationale 63 Liège-Marche-en-Famenne traverse la partie orientale du village mais grâce à une déviation, la circulation de cette importante voie routière passe désormais plus à l'est du village. Les villages ou hameaux voisins sont Odet (sur le même tige), Hoyoux, Les Avins, Clavier-Station, Clavier-Village, Vervoz et Chardeneux.

### Description
Cette localité s'étire du nord-est vers le sud-ouest sur le tige sur une distance de 2,5 km. Initialement, elle est composée de deux villages distincts :
- à l'est, se trouve Bois comprenant plusieurs fermes bâties en pierre calcaire dont une grande ferme-château. On peut aussi voir l'église romane Saint-Lambert datant du XIIe siècle et abritant de remarquables peintures murales datées du XIVe siècle[1].
- à l'ouest, Borsu et son église Saint-Martin construite en 1767 mais dont l'origine remonterait au XIIe siècle. En outre, Borsu possède une école communale.

Aujourd'hui des constructions plus récentes ont été bâties entre ces deux parties initiales du village.
Venant de Les Avins, le sentier de grande randonnée 576 traverse la localité pour se diriger vers Vervoz.

## Démographie
- Sources:INS, Rem:1831 jusqu'en 1970=recensements, 1976= nombre d'habitants au 31 décembre

## Patrimoine et culture

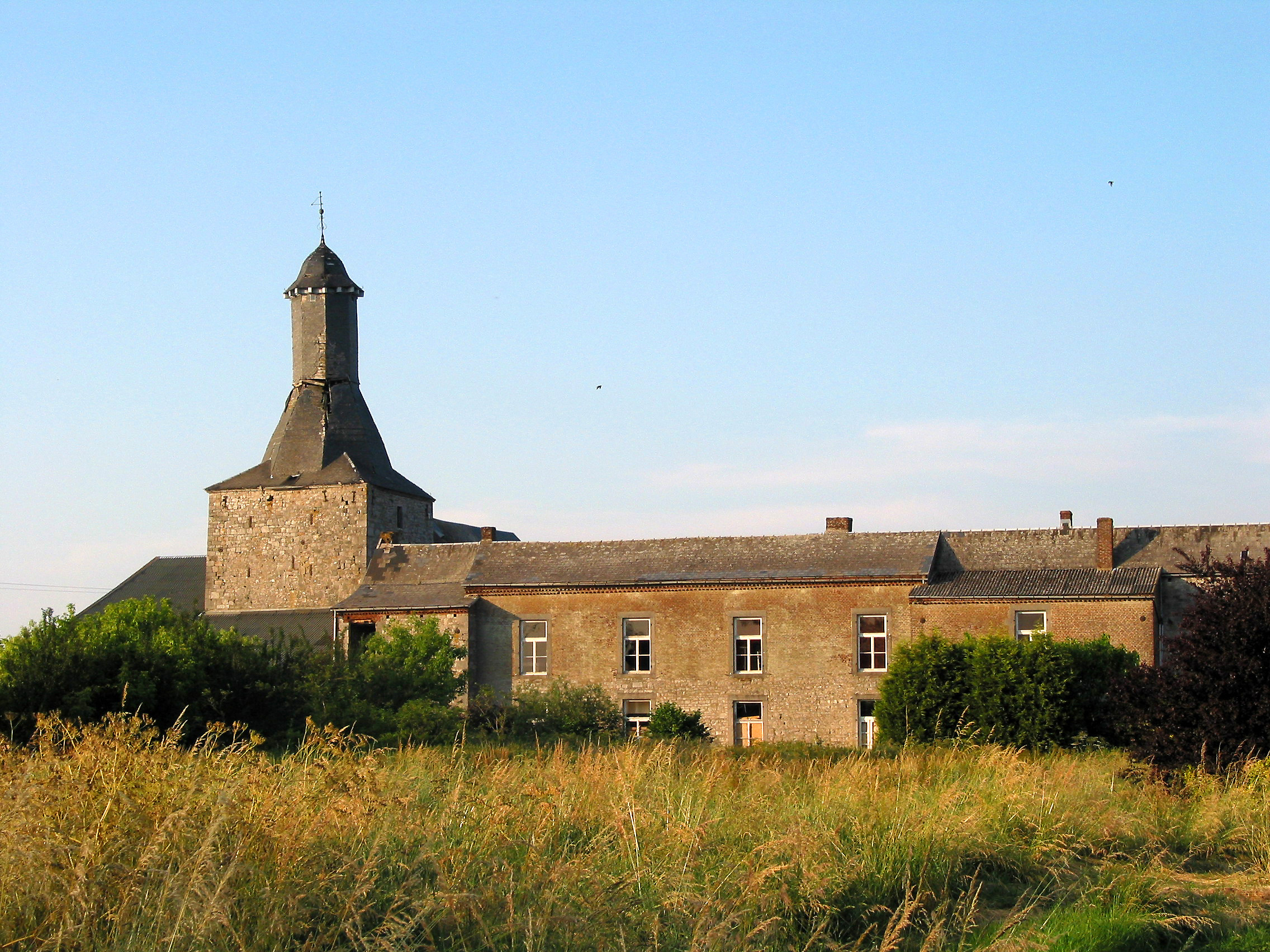
L'ancienne ferme-château de Bois (XVe – XVIIe siècle).
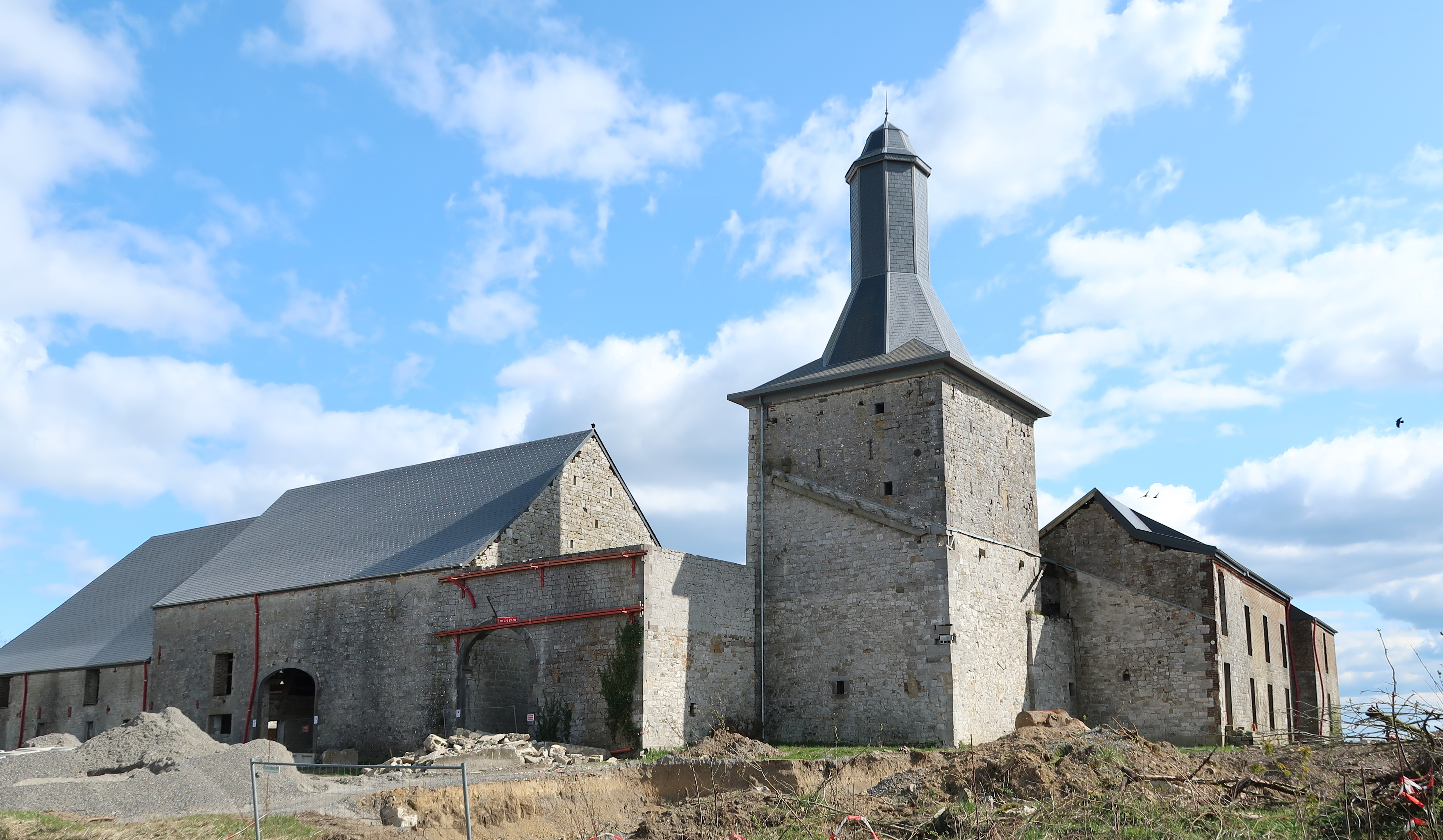
La ferme-château en 2025.